# Живой огонь

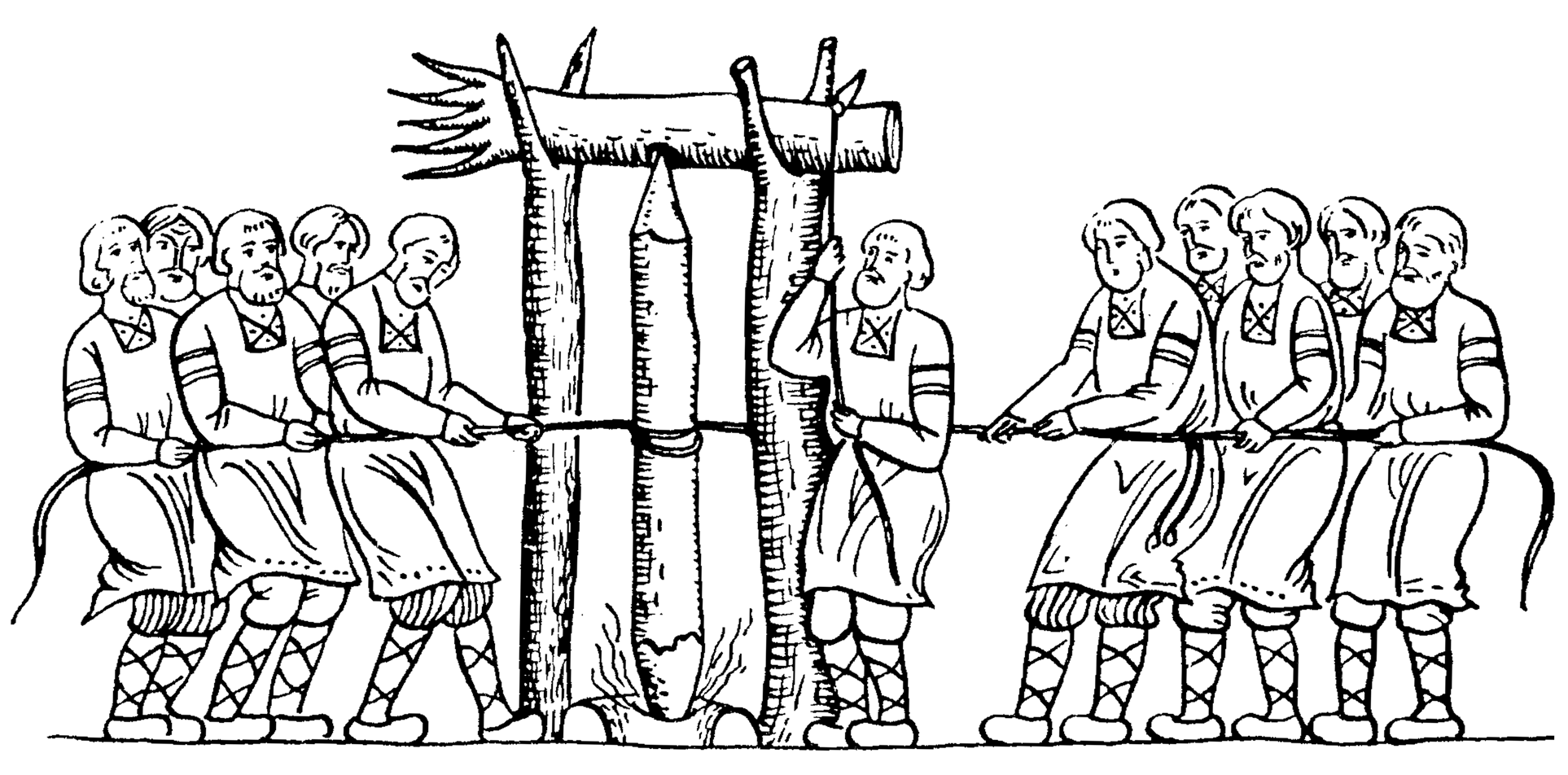
Добывание священного «Живого огня». Реконструкция

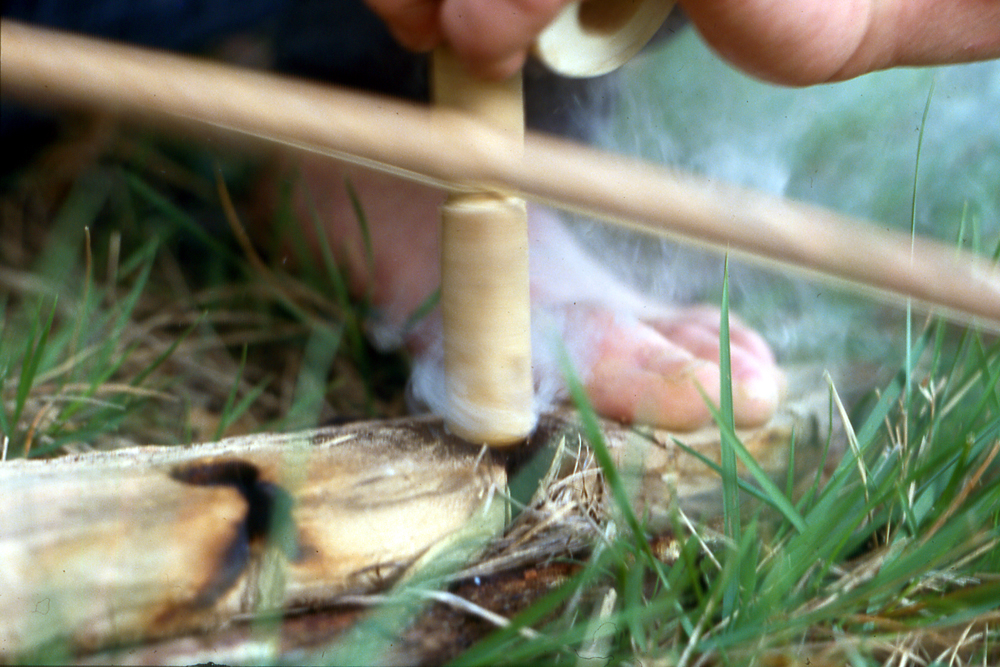
Добыча огня трением

Живо́й ого́нь (живой, новый, молодой, божий, святой) — огонь, добываемый древнейшим способом, преимущественно трением дерева о дерево (рус. вытирать огонь, серб. вадити, извиjати ватру «вытаскивать, извлекать огонь»), главным образом — с целью очищения от болезни при эпидемиях и падеже скота.
Обряд был распространён в крестьянской традиции славянских народов. Аналогичные обряды зафиксированы у горных шотландцев в XVIII веке («первомайские огни»), крещёных татар в XIX веке. При помощи трения нередко разводились рождественские, пасхальные и купальские костры у многих народов Европы.

## Славянские названия
Наиболее распространённые определения — живой, новый, молодой, божий, святой (реже — дикий): živ- (о.-слав.), напр., с.-х. жива (ватра), болг. жив, болг. диал. ж´иф оган´, пол. żywy (ogień) и т. д.; *nav- (рус. волж. новый огонь, болг. нов огън); *svęt- (ю.-слав., гуцул., пол., бел.-полес., с.-рус.), напр., пол.-карпат. świcnly ogień; *bog- пол., чеш., болг. неврокоп.), напр., пол.-карпат. boży ogień; *mold- (болг. млад огън); *div- (словен., с.-х., болг. родоп. див огън).

## Добывание огня
Способы добывания Живого огня с помощью кусков сухого дерева, веток, палочек, дощечек, бревен (с.-в.-р., болг., морав.-валах. «деревянный огонь») включают как простые приемы трения (ср. рус. диал. «вытирали дерево о дерево»; «тереть бревно о бревно»; «дерево об дерево шырыхыешь, шырыхыешь и загорится» и т. д.), так и более сложные — с помощью различных приспособлений: колоды, лука, деревянного махового колеса, привязанной к столбу веревки и пр. (бел. агневіца, с.-рус. новгород. вертушок «орудие для добывания огня трением»); при этом нередко используется домашняя утварь (жерди для сушения снопов, полозья саней и т. д.).
Из деревьев чаще всего берутся дуб (о.-слав.), ясень (в.-слав., ю.-слав.), береза (в.-слав.), можжевельник (рус.), иногда — осина, сосна, ель и др.
Нередко местом добывания огня служило необитаемое, дикое или «чужое» пространство: лес (в.-слав., ю.-слав.), пустынное место, «где не слышно пения петуха», чужие угодья, межа (болг. родоп.), определенное в селе место, куда добираются, не пересекая водной преграды (в.-родоп.).
Маркировано и время добывания Живого огня: полночь, «глухое время», рассвет до восхода солнца и т. д.
Коллективное возжигание Живого огня предполагает тушение в селе других огней, иначе ритуал считается недейственным или невозможным (огонь не загорается, и тогда выясняют, у кого в доме остался гореть огонь).
С представлениями о силе «чистого», «нового» огня связаны и иные типы Живого огня: от попавшей в дерево молнии (пол.-карпат. boży, bozy ogień, бел. живой огонь, серб. жива ватра); полученного высеканием искры с помощью камней (ю.-слав.), ударами молотка по холодному металлу на наковальне (серб. гвоздени огањ «железный огонь»).
Представлениями о ежегодном обновлении огня обусловлены обряды возжигания Живого огня в определенные дни и календарные праздники. У болгар замена «старого» огня на новый, добываемый трением, осуществляется на Горещник, в некоторых регионах — в канун Иванова дня (Еньовден, варнен.), в день св. Иеремии (1.V) (ю.-з.-родоп.), в Новый год (хасхов.), в день св. Георгия (ср.-родоп.), в Сочельник, в день св. Пантелеймона (27.VII).
У восточных славян обряд коллективного возжигания Живого огня совершался накануне Семёна Летопроводца первого сентября (то есть в начале нового года по допетровскому календарю) или на Ивана Купалу: от Живого огня разжигали купальские костры, через которые перепрыгивали и перегоняли скот. Гуцулы следили за добытым в Сочельник и разнесённым по избам святым огнём в течение всего года, не давая ему погаснуть. Поляки с помощью этого огня разжигали большой сельский костёр в Страстную субботу, пламя его освящали, и люди уносили домой тлеющие головни. С идеей обновления жизненной силы, символом которой выступает «новый» огонь, связаны ритуалы возжигания Живого огня в новом доме, при перенесении села с одного места на другое (особенно — в случае эпидемии).